# 朗公庙镇
朗公庙镇，是中华人民共和国河南省新乡市新乡县下辖的一个乡镇级行政单位。

## 行政区划
朗公庙镇下辖以下地区：
朗南街村、朗中街村、朗北街村、贺堤村、南于店村、北于店村、王府庄村、永安村、东荆楼村、西荆楼村、前庄村、原庄村、后庄村、毛庄村、东马头王村、西马头王村、小马头王村、崔庄村、小河村、赵堤村、土门村、杨街村、曲水村、大泉村、南固军村、北固军村、张湾村、朱堤村和张庄村。